# 愛知県知事リコール署名偽造事件
愛知県知事リコール署名偽造事件（あいちけんちじリコールしょめいぎぞうじけん）は、愛知県知事・大村秀章のリコール（解職請求）のために2020年（令和2年）8月25日から11月にかけて河村たかしと高須克弥の主導のもとに実施された署名活動において、愛知県下の選挙管理委員会に提出された署名のうち8割超に不正があった事実が判明し、後に大規模な署名の偽造が発覚した事件である。愛知県知事リコール不正署名事件と呼ばれる場合もある。

## あいちトリエンナーレとリコール運動

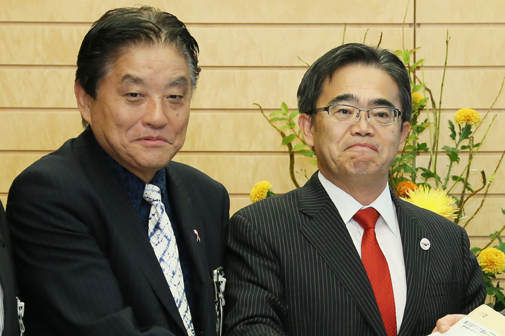
名古屋市長（当時）・河村たかしと愛知県知事・大村秀章（2015年、内閣総理大臣官邸）

2019年8月1日に「あいちトリエンナーレ2019」が開催されると、日本維新の会代表で大阪市長の松井一郎やあいちトリエンナーレ2019実行委員会会長代理を務めていた名古屋市長の河村たかしらは、企画展「表現の不自由展・その後」の展示内容やこれに対する公金の支出などについてすぐさま抗議。日本維新の会の愛知県支部にあたる愛知維新の会も松井に追従し、実行委員会に「即刻の展示中止」を求める文書を提出した。8月7日には大阪府知事の吉村洋文が「企画展は反日プロパガンダであり、大村知事は辞職相当だと思う」と発言するに至った。
同年10月8日、「表現の不自由展」が再開。これをきっかけとしてあいちトリエンナーレ2019実行委員会会長である愛知県知事の大村秀章と河村の対立は激化。大村の責任を追及するデモや街宣活動が、河村と高須クリニック院長の高須克弥を中心として行われるようになっていった。
2020年6月2日、河村と高須の発案により政治団体「お辞め下さい大村秀章愛知県知事 愛知100万人リコールの会」（通称「愛知100万人リコールの会」）が設立され、高須が代表に就いた。設立発表の記者会見には高須のほか百田尚樹、有本香、竹田恒泰、武田邦彦らが出席し、それぞれがリコールの意義を訴えた。
署名活動は同年8月1日開始を予定していたが、新型コロナウイルスの感染拡大に伴う愛知県独自の緊急事態宣言が発令された影響で延期され、同年8月24日の宣言解除を受けて翌8月25日から開始された。

## 不正署名
愛知県選挙管理委員会による署名簿の調査の結果、提出された43万5231人分の署名のうち、83.2％にあたる36万2187人分が無効とされた。無効署名の約90％が複数の同一人物によって書かれたものであり、約48％が選挙人名簿に載っていない人物の署名であった。
また、署名偽造が発覚した後、愛知県下の多数の公職者の名前が無断で使われていたことが各種報道で明らかになった。無断使用が判明したのは田原市の山下政良市長、神谷和利県議（豊田市選出）、杉江繁樹県議（常滑市選出）、弥富市議会議員5人、碧南市議会議員3人、安城市議会議員1人の計12人。
署名偽造は主に以下の3つのルートで行われた。
1. 2020年10月20日～同月31日。佐賀市の佐賀県青年会館[注 2]。延べ人数1000人を超えるアルバイトが動員された[31]。
2. 同年10月10日頃以降。名古屋市中村区名駅の高須ホールディングスの入居ビル[32][33]。
3. 同年10月26日頃～11月4日。名古屋市内の生涯学習センター、リコール団体事務所など[34]。

リコール活動団体「愛知100万人リコールの会」は署名の公開開票を行うと決定。提出期限の前日にあたる11月3日、高須克弥と名古屋市長の河村たかしはKKRホテル名古屋4階「福寿の間」に入った。11月4日午前、高須と河村は「（署名は）最低でも80万筆以上あると実感がある」と豪語した。ところが同ホテルで集計に参加したボランティアによって、筆跡も指印も一目で同じと分かる署名が大量に発見される。また、ナンバリングの作業中に多数の偽造署名が発見された。内部告発が行われるが、高須は「真面目なボランティアを馬鹿にするデマだと思う」と受け流し、「署名活動を妨害する人たちが不正な署名を紛れ込ませた」と主張した。

### 佐賀市で行われた署名偽造
2020年8月25日から署名活動が開始されると、河村はリコール活動団体「愛知100万人リコールの会」事務局長の田中孝博に中区の署名集めを指示。同年9月、田中は広告関連会社に受任者として戸別訪問するよう依頼。しかし1軒も書いてもらえず、同月末の時点で集まった署名数が6073筆に留まったことから田中は署名の偽造を思い立ち、次男に指示して偽造作業で使用するための80万人分の名簿を東京の名簿業者から533万円で購入させた。
同年10月8日、田中は名古屋市の広告関連会社Gの社長（当時）の山口彬にアルバイトによる名簿の書き写し作業を依頼。このとき田中は「事務所には盗聴器があり、スパイがいるから、できるだけ遠くで代筆をしてほしい」「中国などなるべく遠くで人を集められないか」などと要望していた。街頭で集まった署名は10月15日時点で18,853筆しかなかった。
署名集めの期限直前の10月18日、高須は街頭演説で「僕の目算ではもう勝利を確信しております。根拠もあります。これからの1週間ぐらいの間で急激に、さらに（票を）積み上げる計画です。」と発言。同日には名古屋市東区古出来の団体事務所で請求代表者の一部を集めた会議が開かれ、田中は「約38万7千筆の署名が集まった」として、不正な署名が届くことを見越し、実際よりも署名数を水増しして報告した上で、「いろいろな団体が助けてくれている。組織票も見込める」と豪語していたが、必要な署名数（約86万7千筆）の半分以下だったため、出席者からは「50万筆近くいくかなと思ったがショックだ」といった意見や事務局の運営への批判が出た。こうした批判を受けて田中は「当然勝たないかん。正々堂々ときちっとした署名を出す」と強調し、主要駅などで署名を集める方針を確認したという。
18日深夜には団体副事務局長で常滑市議（当時）の山田豪と関係者はリコール団体の事務所に集まり、署名を水増しするための大量の白紙の署名簿をワゴン車に載せた。報道によれば、このワゴン車は田中の一族の所有するハイエースとされ、田中の妻と次男が乗り、佐賀市まで署名簿を運んだとされる。
10月19日、リコール団体はG社に署名偽造を正式に書面で発注した。発注書の金額は4日分の総費用として474万6500円（税込み）。田中は発注書に自署・押印し、同日、アルバイトの4日分の給与に相当する350万円をリコール団体の小切手で支払った。G社は下請け会社を通じ、人材紹介会社にアルバイト募集を依頼した。
10月20日、佐賀市の佐賀県青年会館の貸会議室で署名偽造は開始された。時給は900～950円。交通費は原則として一律500円だったが、夜まで残業する人には1,000円が支給された。アルバイトは住所や名前、生年月日などが書かれた名簿を手渡され、高須と河村の写真が掲載されていた用紙に手書きで書き写していった。
しかし本来の署名の集まりが悪かったため、田中はG社に2度にわたって追加発注した。このため作業した延べ人数は1,000人を超えた。署名偽造は10月31日まで行われた。田中はG社に追加分の計700万円を現金で支払った。支払い前にはリコール団体の口座から現金が引き出されていたとされる。最終的に12日間の作業にかかった費用は約1,500万円に上った。田中がG社に支払ったのは計1,050万円で、差額の約500万円は未払いのままとなった。
田中は署名簿提出後の11月11日に次男に架空の会社の従業員を名乗らせ、名古屋市内の廃棄物処理業者で署名偽造に関わる書類を破砕処理させた。
偽造された署名簿は4回にわけて愛知県内に運び込まれた。提出期限2日前の11月2日に届いた佐賀市作成の署名簿は量が多すぎたことに加え、「名前しかなかったり、本人のOKがなかったり、あまりにもお粗末だった」（田中談）ことから、田中の判断で処分された。重さは660キロあったという。
2021年2月16日、西日本新聞と中日新聞の報道により、佐賀市でのアルバイト大量動員が発覚。事務局幹部はG社に「あれ（発注書）がなければ大丈夫」と言って発注書の返還を求めたが、G社側は返還を拒否し、愛知県警に提出した。

### 名古屋市で行われた署名偽造
佐賀市での署名偽造は2020年10月20日から開始されるが、それよりも以前の10月10日頃から高須クリニック・グループの事務経理を担う会社「高須ホールディングス」内で偽造は行われていた。佐賀ルート発覚直後に河村が発した証言「へたすると他にもう1種類ある」の通り、同社のほか、市内の各生涯学習センターやリコール団体事務所で署名は製造された。
高須の秘書で、請求代表者の一人でもある鈴木美由紀は、事務局長の田中孝博や従業員の50代女性と共謀し、自身が役員を務める「高須ホールディングス」（名古屋市中村区名駅）の建物内で署名の偽造を行った。同社が入居するビルの中にある別会社の貸会議室で、「署名の数が足りない。高須先生は（偽造を）知っている」などと言って、ほかの従業員らに手伝うよう指示し、報酬として一人あたり5万円を渡した。
田中孝博は、署名集め終了日である2020年10月25日前後に河村から「2011年の名古屋市議会リコールでも多数の不正、無効署名があった」という話を聞かされ、この時点で、白紙以外の全ての署名を提出するものだと認識する（2021年4月21日の記者会見の証言より）。
同年10月26日、田中は副事務局長の山田豪を名古屋市東区古出来の団体事務所に呼び出し、押印のない大量の署名がこれから送られてくると伝えた。10月29日、名古屋市内の公共施設に関係者が集まる。田中は山田の前で五本の指に赤いインクを付け、「ミスター、こうやってやるんだ」と言いながら次々と署名簿に指印を押していった。山田は田中らと2日間で約500枚の指印を押す作業をしたと証言している。
別の関係者も、10月25日から11月4日頃にかけて団体事務所などで署名偽造に従事したと証言。署名簿を自治体ごとに仕分ける作業をした際、田中から指示を受け、署名簿のうち、押印がない署名に自分の指印を押したり、複数の自治体の在住者が混在する署名簿から、各自治体ごとの署名簿に署名を転記したりしたという。
また、受任者の一人は同年11月、田中の指示により、市町村名が混在するなどの不備があった署名を書き直ししたり、赤く塗った10本の指で指印を押したりして100枚ほどの署名を偽造したことと、田中とのやり取りの際に、「（署名が無効かどうかは）選管が決めることだから、とりあえず出すよ」と言われたため、「そうなんだという程度で手直しをした」ことを証言。街宣車の運転手を務めた受任者は毎日新聞の取材に応じ、「11月1日から3日にかけて夜通しで約100枚分（の署名を）代筆し、指印を押した」と証言した。
鈴木は名古屋での指印不正にも関与しており、10月29日夜、中川生涯学習センターで指印しているところを山田に目撃され、11月2日に千種生涯学習センターで指印しているところを別の関係者に目撃されている。その際、周囲に「高須先生の許可がなければ、私ここにいられないから」と説明した。
地方自治法では署名の偽造を罰する規定はあるが、押印についての罰則は明文化されておらず、田中らが行った指印をまとめて押す不正は、同法違反での立件の対象外とみられている。

## 解職請求代表者
2020年8月25日、愛知県選挙管理委員会はリコール運動の中心となる解職請求代表者37人の名簿を公表した。37人の中には公職者、元公職者、特定の政治団体関係者などが多数含まれている。
- 高須克弥 - 高須クリニック院長。リコール団体代表。
- 田中孝博 - 日本維新の会愛知5区支部長（当時）。2021年2月25日に同支部長を辞任[91]。リコール団体事務局長（政治資金規正法上の役職名は「会計責任者」[51]）。元愛知県議会議員（2期）。2021年5月19日、地方自治法違反容疑で逮捕[92]。
- 山田豪 - 常滑市議会議員（当時）。リコール団体副事務局長。2019年の市議選に日本維新の会公認で立候補し初当選したが[93]、問題の責任を取るとして2021年4月15日に辞職願を提出し[94]、同年4月17日付で辞職[95]。
- 伊藤直 - 常滑市議会議員。2019年の市議選に無所属で立候補し初当選[93]。
- 原邦芳 - 元愛知県議会議員。1999年の県議選に民主党（当時）公認で名古屋市中川区から立候補し初当選[96]。2003年の県議選で落選。
- 原田隆司 - 元豊田市議会議員。2015年の市議選で初当選。2期目の2019年、SNSにデマを投稿し、被害者に訴訟を起こされ、同年11月2日に辞職した[97]。
- 渡辺美智代 - 政治団体「日本維新の会衆議院愛知県第5選挙区支部」の会計責任者[98]。リコール団体の会計管理担当者[99]。2021年5月19日、地方自治法違反容疑で逮捕[92]。
- 鈴木美由紀 - 高須克弥の秘書[1][81]。

その他、リフォーム会社（名古屋市中区）の元社長、機械製造会社（西尾市）の元社長、高須クリニックの関連会社の社長などが名を連ねた。そして2010年の名古屋市議会リコール運動の請求代表者10人のうち2人が、大村知事リコールにおいて請求代表者として加わった。
リコール団体は、あいちトリエンナーレを観覧したこともなければ当時抗議をしたことない者であっても、YouTubeなどのネット動画に触れることで目覚めた企業人を重用し、請求代表者として登録した（ただしこの人物は署名偽造発覚後、団体や高須らを相手取り、慰謝料など500万円の損害賠償を求める訴訟を起こした）。

## 年表

### 2019年

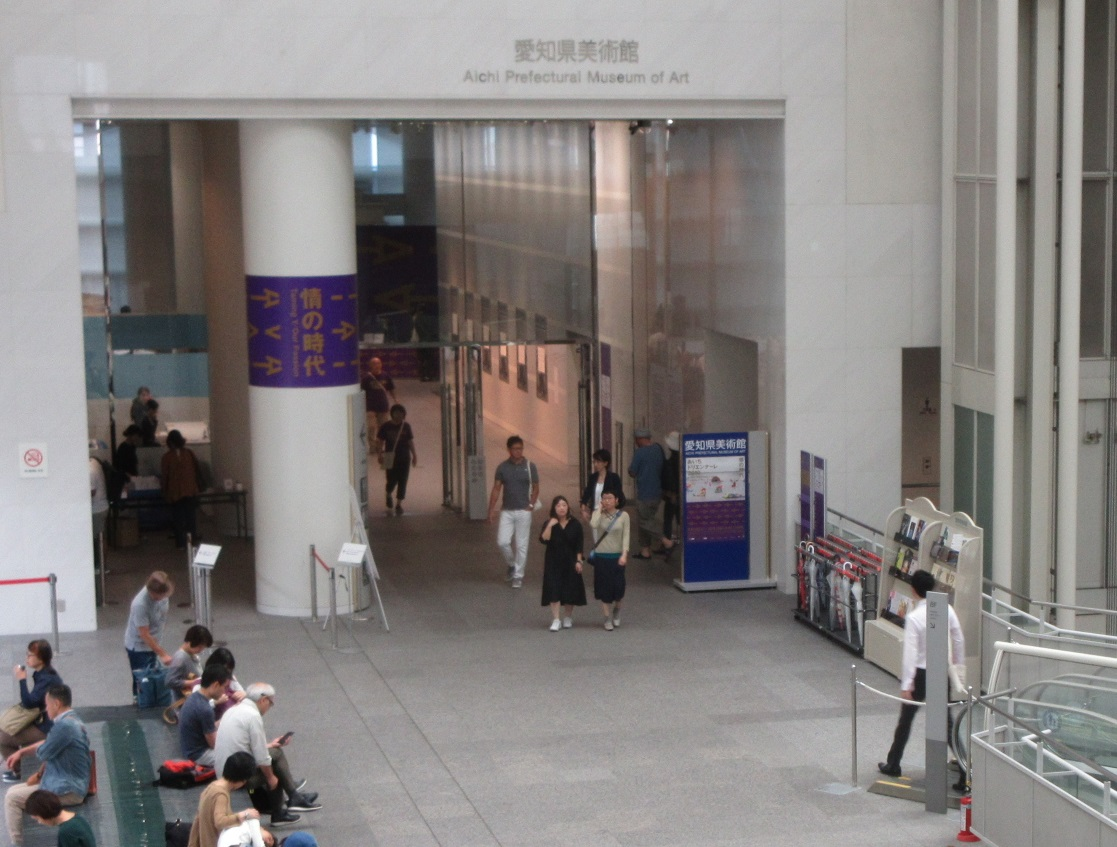
あいちトリエンナーレ2019の企画展「表現の不自由展・その後」が開かれた愛知芸術文化センター。

- 3月29日 - 愛知県議会議員選挙告示。元県議の田中孝博は名古屋市名東区選挙区（定数2）から減税日本公認・日本維新の会県総支部推薦で立候補[107]。
- 4月7日 - 愛知県議会議員選挙執行。田中孝博は次点で落選[108]。
- 7月31日
  - 「あいちトリエンナーレ2019」のオープニングレセプションが名古屋東急ホテルで開催され、大村秀章知事と河村たかし市長双方が出席し、共に挨拶を述べた。大村は企画展「表現の不自由展・その後」を愛知県美術館ギャラリーにて開催すると発表。
  - 作家の百田尚樹がTwitterに「なんで芸術祭に慰安婦少女像が？ あ、芸術監督が津田大介氏か。こいつ、ほんまに売国運動に必死やな」と投稿[6]。
- 8月1日 - あいちトリエンナーレ2019が開催される。大阪市長の松井一郎は一般人の投稿に反応し、自身のTwitterに「にわかに信じがたい！ 河村市長に確かめてみよう」と投稿[6]。
- 8月2日
  - 松井から「どうなっているんだ」と電話を受けた河村は会場を視察[5]。視察後、「どう考えても日本人の心を踏みにじるものだ」と述べ、大村に即時中止を公文書で要請した[6]。
  - 松井は記者団の取材に、事前に河村に連絡し、展示物に問題があると指摘したことを認めた。また、「われわれの先祖が、けだもの的に取り扱われるような展示物を国民の税で展示されるのは違う」と語った[109]。
- 8月3日
  - 日本維新の会の愛知県支部にあたる愛知維新の会も松井に追従。この日の午前、愛知維新の会代表の杉本和巳衆議院議員、常滑市議会議員の山田豪らは実行委員会事務局を訪れ、「即刻の展示中止」を求める文書を提出した[110][111][112]。
  - 大村は午後5時、緊急記者会見を開き、「『撤去しなければガソリン携行缶を持ってお邪魔する』というFAXも届いた。テロ予告や脅迫と取れるような電話やメールが相次ぎ、安全な運営が危惧される」と述べ、「表現の不自由展・その後」の同日限りでの中止を発表した[6][113]。
- 8月5日 - 大村は企画展の内容を疑問視する河村に対し、「公権力は、市民の思想信条に関与することはできない。表現の自由は戦後民主主義の根幹だ。河村市長の一連の発言は憲法21条違反の疑いが非常に濃厚だと思う」と反論した[114][115]。
- 8月6日 - 大阪府知事の吉村洋文はTwitterを更新。「自民党の皆様、この件に関しては、党派を超えて共闘をお願いします。行政たる愛知県が主催する公共事業で、慰安婦像、天皇の写真を焼却、ありえません。（大村）知事は開き直ってます」（原文ママ）と述べ、大村の封じ込めに動いた[116][117]。
- 8月7日 - 吉村は少女像などの展示を「反日プロパガンダ」だと指摘した上で「大村知事は辞職相当だと思う」と述べた[7]。
- 9月15日 - 稲沢市議会議員選挙告示。田中孝博の長男の田中一輝は減税日本公認・日本維新の会推薦を受けて立候補。一輝は選挙資金として、父親が県議選出馬のために設立した政治団体「中部政治経済研究所」から100万円の寄付を受ける[118]。
- 9月22日 - 稲沢市議会議員選挙執行。田中一輝は落選[119]。この選挙を通じて、常滑市議の山田豪は田中孝博と知り合う[78]。
- 10月8日
  - 不自由展は、一回につき30人に限定したガイドツアー方式で再開された[8]。
  - 河村は自身が代表を務める地域政党「減税日本」の市議や田中孝博、愛知維新の会の元幹部、行動する保守団体「愛国倶楽部」のメンバーら数十人が愛知芸術文化センター前に集まる抗議集会に参加。「陛下への侮辱を許すのか！」と書かれたプラカードを手に約5分間座り込みをした。午後2時半には愛知県庁前の路上に座り込み、「県は市との協議に応じろ」と拳をあげた[9][120]。
- 10月9日 - 大村はTwitterで「昨日8日の河村市長の活動は、愛国倶楽部と称する右翼団体を標榜する方々と一体で、愛知芸術文化センターのデッキという県の庁舎において行われたもので、県条例と県庁内管理規則に明確に違反しています。厳重に抗議します」と抗議声明を出した[121][122]。これ以降、大村と河村の対立が深まる。
- 10月12日 - 愛知維新の会は、「『表現の不自由展』の再開に至ったことは誠に残念でならない」との声明を発表[123]。
- 11月14日 - 元愛知県議の田中孝博は、11月30日に名古屋駅前と栄交差点で行われる政治集会について、高須クリニック医院長の高須克弥と電話で打ち合わせを行った[124]。高須を田中に紹介したのは、日本維新の会の鈴木宗男参議院議員とされる[125]。
- 11月30日 - 名古屋駅前と栄交差点で行われた集会には高須と河村のほか、鈴木宗男と元中日ドラゴンズ投手の小松辰雄も参加し、演説した。集会は旭日旗をもつ聴衆で埋め尽くされた[126][127]。
- 12月9日 - 名古屋市は実行委員会への負担金1億7,102万4千円のうち、1億3,722万2千円まで支払ったところで方針を転換し、残金の3,380万円2千円について支払わない意思を固めていたが[128][129]、この日、残金不払い方針を検証するための第三者委員会「あいちトリエンナーレ名古屋市あり方・負担金検証委員会」を設置した[130]。委員には山本庸幸（前最高裁判所判事）、浅野善治（元衆議院調査局決算行政監視調査室首席調査員）、田中秀臣（上武大学ビジネス情報学部教授）、中込秀樹（元名古屋高等裁判所長官）、田中由紀子（美術批評家）の5人が選ばれた[131]。
- 12月10日 - この年の参院選に減税日本と日本維新の会の共同公認で出馬し次点で落選した岬麻紀が、河村らの主張に賛同する意向を表明。「昭和天皇の肖像画をバーナーで燃やした挙句に足で踏み潰す行為の動画が実際に展示された。これは『暴力』でありハラスメントと言わざるを得ない」と訴えた[132][注 5]。
- 12月24日 - 大村は日本記者クラブで会見し、河村の言動について「憲法違反そのものではないか」と述べた[136]。

### 2020年
- 3月27日、「あいちトリエンナーレ名古屋市あり方・負担金検証委員会」の3回目の会合が開催。座長の山本庸幸は、名古屋市の負担金3,380万円2千円不払いの方針について是認する報告書案を提出。同案は山本、浅野善治、田中秀臣の3人が賛成し、中込秀樹、田中由紀子の2人が反対した[129]。多数決により報告書は採択され、同日、名古屋市は3,380万円2千円の不払いを行政決定し、愛知県に通知した[128][137]。
- 5月21日 - 大村が会長を務める芸術祭実行委員会は、名古屋市を相手取り3,380万円2千円の支払いを求めて名古屋地裁に提訴した[138]。
- 5月23日 - 高須はTwitterに「僕は決心しました。大村知事をリコールします。リコールのやり方を教えてください。返り血を浴びるのは覚悟の上です」と投稿[139]。
- 6月1日
  - 河村が高須に電話。二人の間で以下の会話が交わされた[12]。

- 高須は「即断即決」（本人談）でリコール運動のための団体を作ることを決断。電話ののち河村は高須の自宅を訪れ「きちんと法律的手続きを踏まないと意味がない」と助言し、「応援してくれる人を集めるのも重要だ」と応援者のリストを高須に見せた。両者は3時間にわたりリコールの計画を練った。
- 日進市にある高須の別邸に高須、河村、田中ら6人が集合。この会合で活動団体の設立などが話し合われ、「事務局はあんた（田中）がやりゃあええ」と河村が発言し、田中孝博の事務局長就任が決まった。
- 高須はTwitterを更新。翌日の記者会見開催を予告するとともに、大阪府知事の吉村洋文に「吉村知事のご臨席の栄を賜れれば克弥望外の喜びであります」と呼びかけた。吉村も即日Twitterを更新。出席は難しいと述べつつ、「行政が税金であの『表現の不自由展』はさすがにおかしいですよね」とエールを送った。

- 6月2日
  - 高須は百田尚樹とともに名古屋市役所を訪れ河村と面会[143]。その後、名古屋国際ホテルで記者会見を開き、大村をリコールするための政治団体「お辞め下さい大村秀章愛知県知事 愛知100万人リコールの会」（通称「愛知100万人リコールの会」）を設立したと発表[15]。「国民、県民にとって恥ずかしいことをする知事は支持できない」と述べた。記者会見には百田尚樹、有本香、竹田恒泰、武田邦彦らも同席し、リコール運動に賛同の意を表した[13][144][145]。事務局は当初、瀬戸市品野町に置かれたが、6月22日に河村の事務所（名古屋市東区古出来2丁目）からほど近い東区古出来1丁目に移転している[146][147][51][148]。代表者には高須、会計責任者には元県議の田中孝博が就いた[51]。田中の肩書は各種報道では「事務局長」とされる。
  - 河村は夕方、「（名古屋）市民のために応援せにゃいけん」と高須の支援を表明[13]。大阪府知事の吉村もリコール運動について「取り組みには賛成だ。応援する」と記者団に述べた[149]。
- 6月8日 - 高須はTwitterを更新。「僕は竹田恒泰先生に愛知県知事になっていただきたいと願っております。三顧の礼を持ってお迎えし全力で支えたいと存じます」と述べ、リコール成立による大村失職後の展望を書き表した[150][151]。
- 6月17日 - 高須は大村の不信任決議を求める請願書を愛知県議会に提出した[152]。
- 6月28日 - 名古屋市の大須商店街で高須らによる「愛知100万人リコールの会」の街頭活動が行われた。この日河村は初めて街頭に立ち、「えらいもんですよ。高須さんは私利私欲が全くない」と訴えた[153]。
- 7月6日 - 愛知県議会定例会は大村の不信任決議を求める請願を不採択とした。賛成に票を投じたのは減税日本所属の島袋朝太郎のみ[154][155]。
- 7月29日 - 日本維新の会は、愛知100万人リコールの会事務局長の田中孝博を衆議院愛知5区選挙区支部長に選任[156][157]。また、解職請求代表者に名を連ねる渡辺美智代を、同支部の会計責任者に選任した[98]。
- 7月31日 - 高須は大村のリコールに向けた署名活動に必要な請求代表者37人の証明書の交付を求め、愛知県選挙管理委員会に申請書を提出した[158][159]。
- 8月12日 - 『月刊Hanada』の特別号『"愛知のテドロス"大村知事リコール！高須克弥院長熱烈応援号』が発売される。門田隆将、小川榮太郎、竹田恒泰、有本香、島田洋一、高橋洋一、岩田温、長谷川幸洋、ケント・ギルバートなど右派・保守派の論客が寄稿し、リコール支持の論陣を張った[160]。
- 8月25日
  - 県選管は解職請求代表者37人の証明書を交付[1]。
  - リコール署名活動が開始[18]。高須と河村は愛知県庁前で肩を組み、リコールへの協力を呼び掛けた[17]。活動には日本維新の会関係者の街宣車が使われた[161]。
- 8月31日 - 高須は、「虚偽の情報をツイッターで拡散し、リコールに向けた署名運動を妨害した」として、町山智浩、香山リカ、あいちトリエンナーレ芸術監督の津田大介を愛知県警に地方自治法違反の疑いで刑事告発した[162]。
- 9月3日 - リコール団体の公式サイトが閲覧不能になったことにあわてた高須は「大がかりなサイバー攻撃です」とTwitterを更新。百田尚樹はこの投稿をリツイートし「外国勢力がバックにあるのではないか。その外国勢力とは、『愛知トリエンナーレ』を積極的に推してきた団体と関係しているような気がする」と推察した[163]。高須もすぐに反応し「外国勢力が関与しているのは間違いありません」と発言。活動が危険にさらされていると訴えた[164]。
- 9月11日 - 高須はTwitterを更新。「事務局に盗聴器が仕掛けられているのを発見」したと報告[165]。関係者の証言によれば、高須の配下にいた田中もこの頃、常に「スパイ」や「妨害」の話をしていたという[47]。
- 9月23日 - 田中は愛知県選管に電話し、署名が必要数に達した後に有権者が署名簿を見ることができる「縦覧」の手続きについて問い合わせ、縦覧に来た人が自分以外の署名を見られないようにすることなどを求めた。また、縦覧時に署名簿を撮影する行為が禁じられているかを確かめ、「カメラを持ち込ませないようにできるか」「無断撮影した場合の罰則は」などと尋ねた[166]。
- 9月25日
  - 河村は愛知県議会事務局を訪れ、大村の辞職勧告決議の請願書を提出した[167]。名古屋市会の市議からは「コロナ禍に（河村）市長がやることではない」「なぜよその自治体（愛知県）に首を突っ込むのか」などの批判の声が上がった[168]。大村は記者会見で「河村氏にとっては騒ぎを大きくして、注目してほしいというだけなんでしょう。（河村は）悲しい人だな、哀れな人だなと思います。以上です」とコメントした[167]。
  - 「愛知100万人リコールの会」はKKRホテル名古屋で記者会見を開催。代表の高須のほか、河村、百田尚樹、デヴィ・スカルノが出席。質疑応答で共同通信の記者は、大村が「新型コロナウイルス感染症対策に全力を挙げているときに、そういうこと（注・辞職勧告決議の請願書提出）しかやることがないのか」[169]と河村を非難したことに言及。河村に「改めて大村知事に訴えたいことはあるか」と尋ねると、河村は「（大村は）狂っとりますよ」と答えた[170]。会見後、高須、百田、デヴィ・スカルノは名古屋駅前に移動し、大村のリコールを訴えた[171][172]。
- 9月29日
  - 高須と田中は議員会館で日本維新の会の鈴木宗男参議院議員と面会し、リコール運動期限の延長を陳情した。鈴木は総務省の担当者に電話した上で、「（リコール運動期限の）延長はできない。ルールはどうにもならない」と二人に伝えた[173][174]。
  - 高須は百田、門田隆将とともにDHCの「真相深入り!虎ノ門ニュース」にスタジオ出演。慰安婦問題やリコール運動の現況について語った[175]。
- 10月2日 - 高須と「減税日本」所属の名古屋市議3人らは、大村と津田大介に約3千万円の損害賠償を請求するよう愛知県に求め、名古屋地裁に提訴した[176]。
- 10月13日 - 愛知県議会は河村が提出した大村の辞職勧告決議を求める請願を賛成少数で不採択とした。高須と河村は議会を傍聴[177]。
- 10月15日 - 河村の政治資金パーティーが開催。来賓として高須のほか、愛知維新の会代表の杉本和巳衆議院議員や鈴木宗男参議院議員らが出席。また、日本維新の会参議院愛知県選挙区第1支部長の岬麻紀も登壇した[178][179]。鈴木が「国政に戻るなら応援する」と述べると、河村はまんざらでもない表情を浮かべたという[178]。
- 10月18日
  - 高須は街頭演説で「僕の目算ではもう勝利を確信しております。根拠もあります。これからの1週間ぐらいの間で急激に、さらに（票を）積み上げる計画です。」と発言[50]。
  - 名古屋市東区古出来の団体事務所[51]で請求代表者の一部を集めた会議が開かれ、田中が「約38万7千筆の署名が集まった」と虚偽の報告を行い、今後の活動方針を決定した[52]。
  - 深夜、副事務局長の山田豪と関係者は団体事務所[51]に集まり、署名を水増しするための大量の白紙の署名簿をワゴン車に載せた[53]。田中の次男と妻はワゴン車に乗り、佐賀市へ出発[54]。
- 10月25日
  - リコール署名活動が、同時期に首長選挙が行われていた岡崎市・豊橋市・稲沢市・知立市・豊山町の4市1町の地域を除いて終了[180]。
  - この日と翌日、田中は河村の指定する焼肉屋へ行き、河村と会食。アドバイスを受けるなどリコールに関する協議を行った[85][181]。

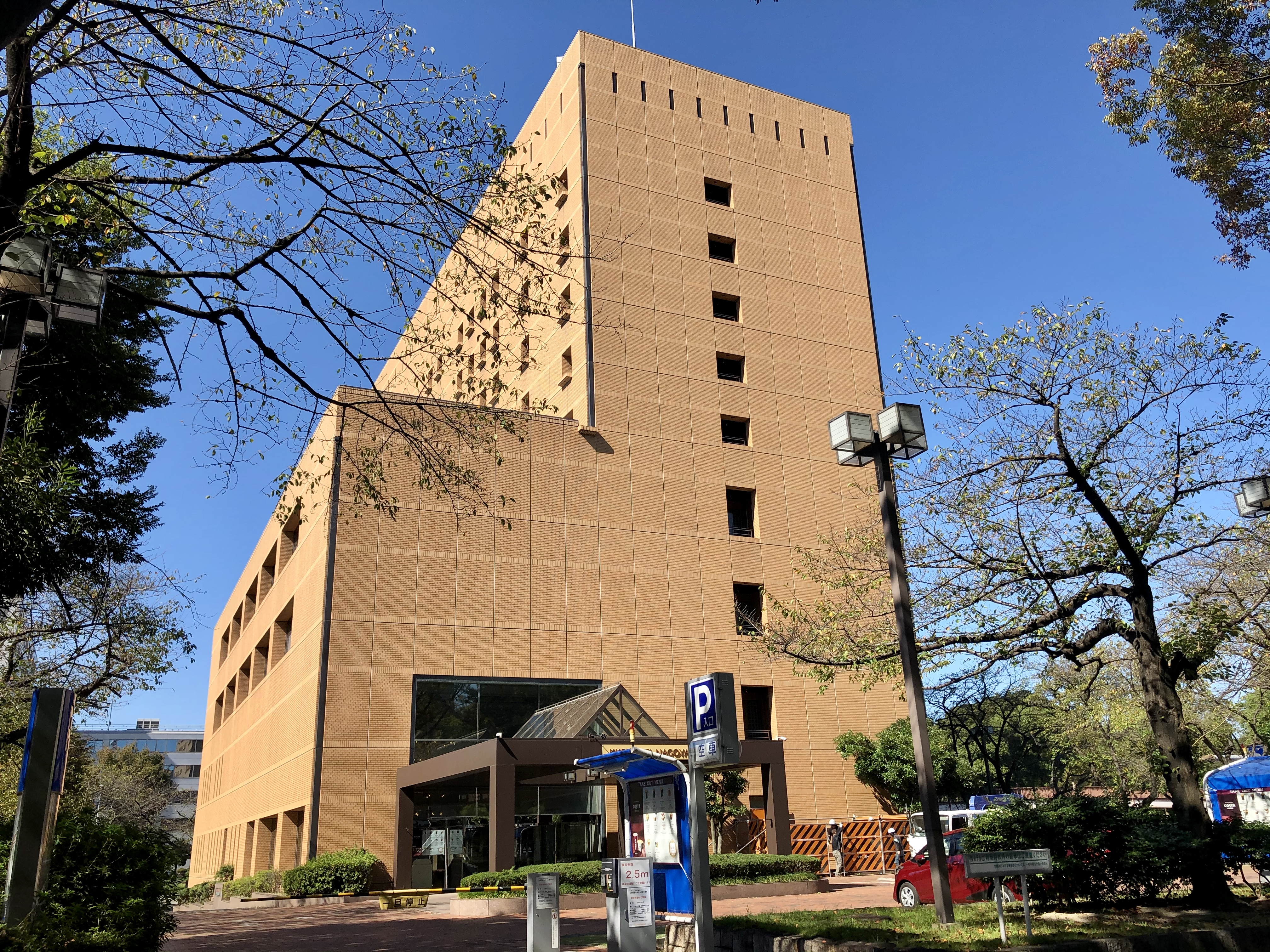
署名の公開開票が行われたKKRホテル名古屋。高須克弥と河村たかし市長は開票の模様をライブ中継した。

- 11月3日 - 高須と河村はKKRホテル名古屋に入る。団体がこの日の午後4時から署名の公開開票を行うと決めたためであり[182][183][184]、各地から署名簿が届けられた。名古屋市の広告関連会社Gの社長は、2万筆から3万筆と言われる署名簿が入った段ボール箱を高須と河村に渡した[35]。
- 11月4日
  - 提出期限となっていたこの日の午前10時頃、高須と河村は名古屋市千種区役所で取材に応じた。高須は「最低でも80万筆以上あると実感がある」と話した[36]。
  - 昼間、「署名簿の署名者一人ずつの欄にナンバーがふっていなかった」ことが判明。ボランティアが招集され、夜半にかけてナンバリングの作業が続けられるが、尾張旭市地区を担当していた請求代表者の伊藤幸男[185]と、元尾張旭市議会議員で受任者の水野昇[186]が多数の偽造署名を発見。伊藤は「同一筆跡」と判断したものについて選管への提出を却下し、抜き取られた署名簿は受任者の水野が持ち帰った[38]。残りのものが尾張旭市選挙管理委員会へ提出された[187]。49市町村分の署名は各市町村の選挙管理委員会に提出され、地区によってはナンバリングは翌日も行われた[188]。
  - 大村は記者会見で「（署名が）あまり集まってないとお聞きしている。『（署名を）これだけ集めた』と言い値で言ってもまったく意味がない」と話した[36]。
- 11月5日 - 受任者としてリコール運動に関わった豊川市議会議員の倉橋英樹がTwitterを更新。「どう見ても無効の（悪意ある）署名がある。選管には無効とするよう、私から依頼とお詫びをした」と発信した[189]。
- 11月6日 - 愛知県選挙管理委員会は、43万5231人分の署名が提出されたと明らかにした。大村は記者会見で「何があったのか、変な感じがする。有効数は分からないのでこれ以上コメントできない」と述べた[190]。
- 11月7日
  - 高須は突如、署名活動を中止すると発表。「がんの病状悪化が主な原因」と説明した。名古屋市内で開かれた記者会見には河村も同席した[191][192]。署名は43万5231人分で終了し、必要な約86万6000人に届かないためリコール請求は不成立となり住民投票は行われないことが決まった[193]。
  - 津田大介がTwitterに「複数の選管から『同じ筆跡の署名が大量にある』という報告があったり『署名してないのに自分の名前入ってた』という報告も聞こえてきている」と投稿[194]。
- 11月8日 - 高須は津田のツイートに、Twitterで「津田くんには僕が不正投票するような人間に見えるか。僕は断じて不正はしない」「根拠のないケチをつけられて非常に不愉快である。謝罪を求める」と抗議[195]。また、倉橋英樹市議のツイートに「真面目なボランティアを馬鹿にするデマだと思います」と返信し、倉橋を「裏切り者」と呼んだ[39][196]。
- 11月9日 - 大村は定例会見で「あまり（署名が）集まっていないというふうに聞いており、実質的な署名活動や戸別訪問はほとんど行われていなかったと聞いている。そうした中で署名を出されたということなので、一体どういうことなのかということは問いたい」とコメントした[197]。
- 11月13日 - 高須は、署名簿が盗まれたとして、容疑者不詳の告発状を愛知県警に提出した[198]。
- 11月14日 - 偽造名簿の存在が取り沙汰される中、高須は「最終的には僕が責任を持って封印されたまま公開溶解します」と述べ、署名簿の廃棄を強調[199]。
- 11月16日 - 河村は、大村の記者会見での発言について「品位を欠くと思われる部分がある」として、真意を問う公開質問状を送付したと明らかにした。河村は質問状で、「約43万人もの県民からノーを突きつけられた貴職（大村）の方が哀れな人だと思う。リコール運動を真摯に受け止めているのか」と述べた[200]。
- 11月20日
  - 高須は、「愛知100万人リコールの会」のクラウドファンディング[注 6]の責任者を務める請求代表者の男性[202][1]が提出した署名簿は「偽造書類」であるとし、県選管に対し「偽造書類取り下げ要望書」を提出。
  - 「署名が偽造されている可能性が極めて高い状況」にあるとして、弁護士有志が名古屋市中区に団体「不正リコールを許さない市民の会」を結成した[203]。
  - 自社の元社長（齋藤保夫）が解職請求代表者に名を連ねていた三河機工ホールディングスは、「愛知県知事リコールに関して、会社組織として関与した事実は一切ない」との声明を発表[101][1]。
- 12月4日 - 署名活動を担っていた請求代表者や受任者が県庁で記者会見し、多数の不正署名が存在することを告発した[204]。請求代表者の一人は「7～8割が偽造だろう」と述べた[205]。
- 12月14日 - 河村は定例会見で、「（10年前の）市議会のリコール運動でも10万人分ぐらいの無効署名が出た。それがええとは言わんが、そもそもそういうもの。皆さんに『集めてちょう』と言うと、中にはお母ちゃんや会社の従業員の名前や生年月日を書いてしまう」などと述べ、不正署名の発生を擁護するかのような発言を行った[206]。
- 12月21日 – 愛知県選管は、不正署名が多数含まれる疑いがあるとして、全署名を調査し、有効と認められない署名数を確認すると決めた[207]。
- 12月22日 - 県内の市長、県議、市議の名前が無断で署名に使われていたと新聞が報じた。不正署名があるとの情報を受けた豊田市選出の神谷和利県議は、豊田市の選管に自己情報開示請求をしたところ、署名していない自身の氏名、住所、生年月日があり、指印まであったと取材に証言した。また、碧南市選出の杉江繁樹県議も身に覚えのない自身の署名が情報開示で判明したと取材に答えた[208]。碧南市議会においては13人の自民党系市議全員が開示請求し、小林晃三、新美交陽、磯貝忠通の3人が無断で名前を書かれていたことが発覚。田原市長の山下政良も開示請求によって、署名簿に名前があることが発覚した[207]。
- 12月28日 – 愛知県選管は途中集計として、14か所の選管に提出された署名の8割以上に問題があったと発表した[209]。

### 2021年
- 2月1日 - 愛知県選挙管理委員会は、提出された43万5231人分の署名の83.2％にあたる約36万2千人分が無効との調査結果を発表した。無効と判断された署名のうち、約90％が複数の同一人物によって書かれた可能性があるとした[20][19][2]。
- 2月3日 - 弥富市議会議員5人が署名簿に名前を勝手に書かれたとして、容疑者不詳の告訴状を名古屋地検に郵送で提出した。5人のうち鈴木みどり議員については、署名を集める受任者の欄にも住所と名前、生年月日、性別が勝手に書かれていた[210]。
- 2月4日 - 高須、事務局長の田中孝博、常滑市議会議員で副事務局長の山田豪の3人は愛知県庁で記者会見を開いた。山田は「大量の不正署名は大村知事が送り込んだスパイによる妨害工作だ」と訴えた[211]。
- 2月5日 - 碧南市議会議員3人が、署名簿に名前を勝手に書かれたとして、容疑者不詳の告発状を碧南警察署に提出した[212]。
- 2月12日 - 高須は「何者かが署名簿に偽造署名を紛れ込ませて活動を妨害した」として、容疑者不詳の告発状を名古屋地方検察庁に郵送で提出した[213]。
- 2月15日 - 愛知県選挙管理委員会は地方自治法違反の疑いで、容疑者不詳の告発状を愛知県警察に提出した[214][215]。
- 2月16日
  - 西日本新聞のコーナー「あなたの特命取材班」に寄せられた情報を基にした中日新聞と西日本新聞の共同取材の結果、名古屋市内の広告関連会社G[35]の下請け企業がアルバイトを雇用し、佐賀県佐賀市の佐賀県青年会館において署名の偽造作業を行わせていたことが発覚[74][75]。アルバイトの多くは「名簿の書き写し」名目で大手アルバイトマッチングサービスで募集されていた[216][65]。
  - 事務局長の田中は愛知県庁で記者会見を開いた。「九州でつくられた署名簿は、印鑑を押していないなど使い物にならなかったと聞いている」と、リコール団体が不正署名に関わっていることを認めながらも、「事務局は指示をしていないし、責任はない」と述べた[217]。また、「アルバイト募集には関与しておらず、（偽造された）署名は粗悪なものだったため、選管には提出していない」「佐賀で署名の一部が作られたことは間違いない」と述べた[218]。
  - 大阪府知事の松井一郎は定例会見で、記者からの「（衆議院）愛知5区の候補者である田中から不正署名に関し説明はあったのか」との質問に対し、「そのことについて僕に報告とか、なんなら今僕のところにそういう連絡もありません。知らんわ、（田中が）リコールの事務局やってたっていうことすらも」と答えた[219]。
  - 大村は報道陣の取材に応じ、「（リコール）運動の首謀者である河村氏、高須氏、田中氏には、真実を解明して説明する責務がある。その責任を果たしていただきたい」と述べた[220]。
- 2月17日
  - アルバイト募集アプリ「タイミー」を運営する株式会社タイミーは、署名偽造のアルバイト求人が掲載されていたことに関し、謝罪する声明を発表した[221]。
  - 名古屋市は地方自治法違反容疑で、容疑者不詳の告発状を愛知県警に提出した[222][223]。
  - 河村は朝日新聞の取材に対し、田中が佐賀市で書き写されたとされる署名簿は提出していないとの認識を示したことに関し「署名が使われとるのは事実。へたすると他にもう1種類ある」と述べた[77]。
  - 河村は中日新聞の取材に対し、市議会2月定例会初日となる翌18日の本会議提案説明において、4月11日告示の市長選の出馬表明を見送る意向を固めたと明らかにした[224]。
- 2月22日 - 河村は2011年の名古屋市会リコールの受任者約3万4000人分の電子化された名簿をリコール団体「愛知100万人リコールの会」に提供していたことを明らかにした[注 7]。
- 2月24日 - 愛知県警は地方自治法違反（署名偽造）の疑いで、署名簿が提出された名古屋市中川区の区役所に容疑者不詳で強制捜査に入り、リコール運動で提出されたすべての署名簿などを押収した。24日から3日ほどかけて、県内の64か所の選挙管理委員会からすべての署名簿を押収した[227][228][229]。
- 2月25日
  - 日本維新の会の田中孝博元愛知県議が衆議院愛知5区選挙区支部長の辞任届を提出し、受理された[230]。
  - 安城市議会議員の石川翼も無断で名前が使われていたと自身のFacebookで公表した[231]。使用されていた住所は、10年以上前に住んでいた西尾市の住所が使用されており、取材に対し「当時（10年前）のものでなければあり得ないので、当時の古い名簿が使われたのだと思う」と述べた[24]。
- 2月26日
  - 高須はインターネット番組『渡邉哲也show』に出演し「敗戦を確定しようとして動く人がいた。間違いなくスパイだと思っている」と発言。外部に情報が洩れているとして、「真っ黒なのは参謀本部の事務局長」と述べた[232][233]。
  - リコール団体幹部が不正署名発覚後、G社に対し、「（発注書を）返してほしい。あれがなければ大丈夫」などと言って発注書を返還するよう求めていたことが明らかとなった[76]。
- 2月27日 - 副事務局長の山田豪が愛知県警から任意で事情聴取を受けた[234][235]。
- 2月28日 - 山田は日本維新の会の愛知県支部にあたる愛知維新の会に離党届を提出し、同日、受理された[236]。
- 3月13日 - 「愛知100万人リコールの会」が前年10～11月に県内2か所から回収した署名簿はいずれも押印がなく、計数百キロ分あったことが報じられた。団体の関係者は「選挙管理委員会の審査で無効とされるため、破砕処分した」と説明している[237]。
- 3月15日 - 高須は取材に対し、「クラウドファンディングで集めた金は5000万円と聞いている」「何に使われたのか全く知らない」「信じられるのは一人だけ。河村市長」と答えた[238]。
- 3月18日 - NHK総合放送の『クローズアップ現代+』でリコール不正署名問題が取り上げられる。同番組は亡父の名前を勝手に使われた女性や、県外に住む家族の名前を使われた人々の証言を報道。取材班が高須に電話で「個人情報をとられてしまった方達に対してどう思うか。申し訳ないという気持ちはあるのか」と尋ねると、高須は「申し訳ないわけないじゃないですか。僕は漏らしてないんですから。漏らした奴を僕は追い詰めてやっつけてやりますから」と答えた[239]。
- 3月24日 - 愛知県警は地方自治法違反（署名偽造）の疑いで、「愛知100万人リコールの会」旧事務所の家宅捜索を始めた[240]。
- 3月26日 - 田中は名古屋テレビのインタビューに応じ、「（最初にリコールをやろうと言ったのは）河村市長。当然素人である高須が発案者ではない。リコール経験者の河村市長の知恵と考えでスタートした。河村市長とは、リコールを始める時、指導や意見交換・報告の場面はたくさんあった。20回以上で期間は去年6月から11月ぐらいまで」と証言した[11]。
- 3月27日 - 愛知維新の会が同党では田中・山田を含む3名の特別党員と3名の一般党員のリコール運動への参加が確認できたと公表。署名偽造については「関わっていないとの報告を受けており事実は不明です」と投稿した[241]。
- 3月29日 - 報道機関が「愛知100万人リコールの会」の収支の内訳を報じた[242]。団体は活動終了後の前年12月中旬に高須から計1,200万円を借入金として受け取り、収入不足を補ったとされる[243][244]。また、支出の欄には「ネットワーク河村 立替金」として264万154円が計上されていた[245]。この日の報道により、高須が3月15日の取材に「団体への持ち出しは150万円のみ」と回答していた証言[238]が事実と異なることが明らかとなった。
- 3月30日 - 田中は団体の政治資金収支報告書を愛知県選挙管理委員会に提出。提出後、内容を記者団に公表した（下図参照。クラウドファンディングなど寄附の内訳は29日公表の内部資料に基づく）。記載されなかった「ネットワーク河村 立替金」264万154円は「2011年に名古屋市会の解散に向けてリコール活動を行った市民団体『ネットワーク河村市長』の名前で、団体の登録者約3万人に受任者になるよう求めたはがきなどの郵送費」と説明[246][247]。田中は、団体が一時的に代金を立て替えたと主張し「ネットワーク河村市長」側が負担すべきとして返却を求めたが、河村から「団体側が負担すると田中氏が約束していた」と反論されたと明かした。田中は河村の反論を受け、報告書を近く訂正する予定。264万154円は「その他の経費」に計上するという[247][248]。河村は「リコールの活動だからうちは関係ない」と述べている[249]。

|      | 項目                              | 金額         |
| 収入 | クラウドファンディング（3,636人） | 3,952万4,000 |
| 収入 | 寄附（674人）                     | 874万5,858   |
| 収入 | その他の事業                      | 95万0        |
| 収入 | 高須克哉からの借入金              | 1,200万0     |
| 収入 | 計                                | 6,121万9,858 |
| 支出 | 人件費                            | 714万4,278   |
| 支出 | 光熱水費                          | 49万7,536    |
| 支出 | 備品・消耗品費                    | 95万5,382    |
| 支出 | 事務所費                          | 648万1.671   |
| 支出 | 組織活動費                        | 4,197万7,544 |
| 支出 | 計                                | 5,705万6,411 |
- 4月9日 - 『文藝春秋』5月号が発売。大村は同号に手記「私は河村たかし名古屋市長の噓を許さない」を寄稿[250][注 8]。
- 4月15日
  - 午前、団体副事務局長で常滑市議会議員の山田豪は一連の問題の責任を取り、市議会議長に辞職願を提出[252][94]。
  - 山田は辞職願提出後、中日新聞のインタビューに応じ、田中の指示で署名偽造（拇印の押印）に関与していたことを認め、偽造作業には田中も加わっていたことを明らかにした[78][79]。
- 4月17日 - 辞職許可の通知が山田の自宅に到着。同日付で山田は辞職[95]。
- 4月18日 - 愛知維新の会がFacebookを更新し、リコール運動に日本維新の会関係者の街宣車が使われていたという報道に対し、「件の街宣車について本会においては関知しておらず、どのような経緯で導入されたか調査を進めています」とした上で「山田氏が個人の活動を目的として運用していたと考えられます」との認識を示した[253]。
- 4月20日 - リコール運動関係者は、G社の社長が「運動事務局の関係者が署名を偽造する場面を目撃した」と周囲に話していると明かした[254]。
- 4月21日
  - 田中は記者会見し、2020年10月25日前後に河村から「2011年の名古屋市議会のリコールでも多数の不正、無効署名があった」と聞き、白紙以外の全ての署名を提出するものだと認識していたと述べた。そして記者に、10月25日と26日に河村と会食した焼肉屋の領収書のコピーを配布した[84][85]。
  - 河村は、田中の発言について選挙妨害の疑いがあると述べた。会見での説明内容についても「『不正署名があった』という言葉遣いはしていない」と述べ、全面的に否定[84]。
- 4月25日 - 名古屋市長選挙が行われ、河村が前市議の横井利明（自民党・公明党・立憲民主党・国民民主党推薦）らを破り5回目の当選を果たした。河村の当確直後、高須は報道各社の取材に対し、「義理で市長選が終わるまで我慢していた。リコールをしようと言い出したのは河村さんなのに、私が言い出したとうそをついたことは許せない。いざという時に逃げる人（河村）とは今日をもって友達をやめて、絶交します」と答えた。一方で河村の当確直後、田中は「私が（不正署名）問題を起こした犯人だと断定するような発言を公の場でしていたことについては、（河村の）市長としての資質を疑っている。このような言動が続けば、河村氏のリコールを求める市民が現れる可能性もあるのではないか」と語った[255][256]。
- 5月3日 - 田中が「予定通り署名が集まっておらず、活動団体会長だった高須が会員制交流サイト（SNS）などで署名集めの順調さを発信していたことなどから、高須に恥をかかせたくなかった」として、名古屋の広告関連会社に佐賀で署名の書き写し作業を行うことを依頼していたことを認めたと報じられた[257]。
- 5月12日 - 愛知県は新型コロナウイルスの感染拡大に伴う緊急事態措置を実施し、県民に各種活動制限を要請[258]。しかし田中は「県をまたぐ不要不急の移動自粛要請」[258]を無視して稲沢市の自宅にはほとんど戻らず、マスコミの取材攻勢を逃れて東海地方のホテルを転々とする生活を続けた[259][260]。
- 5月18日 - 田中は愛知県内のホテルをワゴン車で出発し、静岡県伊豆市の伊東園ホテル土肥に宿泊[259][261][262]。
- 5月19日
  - 午前6時半頃、伊東園ホテル土肥の客室にて名古屋テレビ放送の取材を受けている最中に、愛知県警察の捜査員が踏み込む。田中は地方自治法違反容疑で逮捕された[263][264][261][265]。
  - 田中の妻、塗装業の田中の次男、渡辺も地方自治法違反の容疑で逮捕された[99][98][92][266]。
  - 日本経済新聞は逮捕前に行った田中の取材内容を報じた。高須は前年10月13日に「どう考えても勝利は揺るがないと考えています」とツイートし、10月18日に「凄い勢いで署名簿が積み上がっております。勝利を確しております」とツイートするなど、必要数の達成にその都度自信を見せたが[267][268][269]、田中はこれを踏まえ、署名偽造をしたのは「高須氏がSNSで勝利を確信する内容を投稿してしまった」からだと説明した。「事務局長として恥はかかせられなかった」と述べた[270]。
  - 高須は毎日新聞の取材に「逮捕に驚いた。（田中に全権を委任した）最終的な責任は全て僕にあるので全ての責任を取ります」と述べ[271]、東海テレビの取材には「（田中の）逮捕は驚きません」と述べた[272]。河村は「これで全容が明らかになって、河村さんは（事件への）関与が全くなかったんだということがはっきりすると思います」と述べた[272]。
  - 大村は記者団の取材に応じ、「このリコール活動は河村氏が言い出して始まったこと。河村氏が高須氏に頼み、そして田中氏を紹介して彼を事務局長に据え、そして頼んで維新の公認候補者、衆院の公認候補者にまで進めてきた。（中略）ひたすら言い逃れをする、責任逃れをする、そして田中氏に全部責任をおっかぶせて逃げようとする、極めてみっともない話だと思う。全て事実を明らかにして河村氏が責任を取るべきだ」と述べた[273]。
- 5月20日
  - 高須の女性秘書で解職請求代表者にも名を連ねている人物[1][80]が名古屋での指印不正に関与していたことが明らかになった。女性秘書は2020年10月29日夜、中川生涯学習センターで指印しているところを山田豪に目撃され、11月2日に千種生涯学習センターで指印しているところを別の関係者に目撃されている[88]。
  - 高須は中日新聞の取材に対し「私は全く知らなかった」と話したが[88]、NHKの取材には「4月中旬に秘書本人から、大勢の人と一緒に母印を押すのを手伝ったと聞かされた」と述べている[274]。
- 5月21日
  - 読売新聞と中日新聞は渡辺美智代に関する記事を配信。報道内容は以下の通り。渡辺は2020年10月上旬、名古屋市内の印刷会社に署名用紙5万枚、同月中旬に6万枚、計11万枚の印刷を追加で発注。納品後、団体事務所などであらかじめ自治体名だけを印刷したという。2021年2月16日に佐賀市の大量アルバイト署名偽造が報じられた際に田中から「お前が責任を取れ」と叱責されたという。「（田中から）責任を全て押し付けられる」と怯えた渡辺は直後に愛知県警に出頭。任意の聴取に応じ「田中が計画を立てた」と話し、周囲には「トカゲのしっぽ切りになりそうで怖い」と話していたという[275][276]。
  - 田中が2020年10月下旬ごろ「佐賀でのこと（署名偽造）は高須さんも知っている」と周囲に話していたことが関係者への取材で判明した[277]。これに対し、高須は毎日新聞の取材に応じ、「（田中の発言は）全くのうそ」と否定した[277]。
- 5月22日
  - 田中が2020年10月上旬、山田豪に「不正署名の計画は高須先生の公認だ」と話したとする記事が、中日新聞に掲載された。高須は同紙の取材に対し「不正は全く知らなかった。田中君から報告も受けていない」と強く否定した[278]。
  - 田中が2020年10月以降、それまでリコールの会事務所で保管していた署名簿を自宅や山田豪が所有する車などに移動させていたとする記事が毎日新聞に掲載された[279]。毎日新聞の報道によると、田中は保管場所の変更について、他の事務局スタッフやボランティアに対し「火事になったらどうするんだ」などと説明していたという[279]。
- 5月24日 - 高須の女性秘書の自宅や秘書が役員を務める名古屋市内の会社を愛知県警が地方自治法違反（署名偽造）の疑いで家宅捜索していたことが明らかとなった。また県警は2月以降、秘書を複数回任意で事情聴取したという[280][281][282]。
- 5月25日 - アルバイトによって偽造された署名の総数が70万人分にのぼることが報じられた[283]。このうちの40万人分については指印の偽造が間に合わず、廃棄されたとみられている[282]。
- 5月26日 - フジテレビ制作の情報番組がリコール署名偽造事件を特集。高須は取材班に対し「このリコール運動で1円でも損失を被ったっていう人がいれば全部それは補填します」と答えた[284]。
- 5月30日 - 田中に密着取材した名古屋テレビ制作のドキュメンタリー『民意 偽造』が放映。高須は田中の逮捕について「何の関心もないですよ、署名簿がどうやって作られたか。興味はありますけれど、どうでもいいことです」と述べた[285][286]。
- 6月1日 - 請求代表者を務めた73歳の元会社役員が署名偽造事件で精神的苦痛を受けたなどとして、リコール団体と高須、田中、山田豪の3人を相手取り、慰謝料など500万円の損害賠償を求める訴訟を名古屋地裁に起こしていたことが明らかとなった。提訴は3月16日付[106][287][105]。
- 6月8日 - 愛知県警は田中、田中の妻、次男、渡辺美智代の4人を地方自治法違反の疑いで再逮捕した[288]。
- 6月9日 - 愛知県警は高須の女性秘書が代表を務める名古屋市内の会社を再び家宅捜索した[289]。
- 6月10日
  - 受任者として署名集めをした名古屋市西区の男性が、事務局への寄付金10万円の返還を求める少額訴訟を名古屋簡易裁判所に起こした[290]。男性は翌日の記者会見で、提訴内容とは別に、リコール団体に寄付された全額を高須が返金すべきだと主張。また、高須がリコール活動に参加したボランティアを「烏合の衆」「暴走機関車」と非難したことについて、撤回と謝罪を求めた[291]。
  - 東京新聞は田中が名古屋市の広告関連会社にアルバイトによる名簿の書き写し作業を依頼した後、周囲に「知事は（リコールが成立して）引きずり下ろされるのは絶対に嫌だろう。リコールの成立に必要な数に近い署名が集まったことにすれば、知事は自ら辞めるだろう。」と話していたとして、田中が「『解職の賛否を問う住民投票に必要な法定数（86万7000人）に近い署名が集まった』と発表すれば、大村が知事を辞職する可能性があると主張していた」と報じた[292]。
- 6月11日 - 請求代表者13人が署名偽造事件の独自調査に取り組む団体を結成した。代表には名古屋経済大学名誉教授の伊藤幸男[185]が就いた[293]。
- 6月16日 - 受任者として運動に関わった豊川市議の倉橋英樹が、不正署名の調査費用約2,100万円を、高須や田中から回収するよう求める要望書を愛知県に提出した[294]。
- 6月23日 - 佐賀市にて田中から署名の偽造を請け負った広告関連会社G社の元社長・山口彬が書類送検された[295][296]。
- 6月29日 - 名古屋地方検察庁が田中と田中の次男を地方自治法違反の罪で起訴。山口も同日に同罪で在宅起訴された。一方、田中の妻と渡辺は処分保留で釈放された[297]。河村は記者団の取材に「なんで田中氏がこんなことをやったのか。誰かに指示されてやっとるんじゃないのか。結局喋らなかったんでわからん状況じゃないですか」とコメントし、手を引く者がいた可能性を示唆した[298]。記者から「もっと上の人物がいるのか」と問われると、「ではないのかと思われるでしょう」と答えた[299]。
- 7月3日 - 名古屋地方裁判所は田中の次男の保釈を認めた。保釈保証金は300万円[300]。
- 7月13日 - 名古屋地方裁判所は田中の保釈を認めた。同日、田中は保釈保証金1000万円を納付し保釈された[301]。
- 9月15日 - 愛知県警は山田豪、田中から佐賀市での偽造作業を請け負ったとされる広告関連会社の下請け会社の代表と社員の3人を地方自治法違反（署名偽造）の容疑で書類送検した[302]。
- 9月24日 - 田中と次男は名古屋地裁での初公判で、田中は起訴内容の認否を留保し、次男は事実関係は争わず、共謀関係などについて認否を留保した[303]。
- 10月5日 - 広告関連会社G社の元社長・山口彬の初公判が名古屋地裁で行われ、山口は高須がリコール団体の会長だったことから「著名人とのパイプを作ることができ、会社の収益につながるのではと思った」として、高須の存在が署名偽造を引き受けることになった一因になったとの認識を示した[304]。
- 10月6日 - 日本新聞協会は2021年度の新聞協会賞を発表。中日新聞社と西日本新聞社が連携して行った2月16日の記事などが「愛知県知事リコール署名大量偽造事件のスクープと一連の報道」として受賞した[305]。
- 11月12日 - 高須の秘書の鈴木美由紀は、自身が役員を務める高須クリニックの持ち株会社「高須ホールディングス」（名古屋市中村区名駅）の建物内で署名を偽造した疑いで従業員の50代女性とともに書類送検された[306][82][1][81]。鈴木は「署名の数が足りない。高須先生は（偽造を）知っている」などと言って、ほかの従業員らに手伝うよう指示し、報酬として一人あたり5万円を渡したとされる[32][83][33]。
- 11月16日 - 上記の書類送検が報じられると、高須は各メディアの取材に応じた。鈴木らの書類送検について「100％知らない話なんです。全く知りません」と述べ[307][308]、鈴木への偽造の指示に関しては「絶対にしません。絶対にです。僕は間違ったこと、曲がったことやるのは大嫌いですから」と述べ、改めて自らの関与を否定した[309]。
- 11月17日 - 広告関連会社G社の元社長・山口彬の論告求刑公判で検察側は「署名偽造は民意に基づかない不正な手段で、選挙によって選ばれた知事の解職を目論むという『民主主義の根幹を破壊する、看過し難い犯罪』であり、『主犯』の田中に進捗状況などを報告するなど、一連の犯罪に『欠くことのできない重要な役割』を果たした」などとして懲役1年4ヶ月を求刑した[310]。
- 11月29日 - 「愛知100万人リコールの会」の2020年分の政治資金収支報告書が公開され、支出の5割以上に当たる3256万円分の使途の詳細が記されておらず、署名偽造事件の刑事裁判などで団体が支出したと指摘された名簿代や偽造のアルバイト代の記載もなかったことが判明した[311][312]。
- 12月15日 - 田中の次男の公判が行われ、「父親から『署名が本提出でなければ犯罪ではないので偽造を手伝ってほしい』と言われたが、（署名偽造に）関わらなければよかった。（署名偽造を）もっと止めるべきだった」と証言した一方、「偽造の『共謀』ではなく『ほう助』にとどまる」と主張した[313]。なお、田中親子は初公判では同じ法廷で審理されたが、2回目以降は分離して公判を進めることになった[314]。

### 2022年
- 1月4日 - 署名集めなどをしたボランティア約10人が署名偽造事件の発覚で「『不正署名を行った政治会員』のレッテルを貼られ、真にリコールを完遂させたいという思いを踏みにじられた」などとして、リコール活動団体に1人当たり1万円の損害賠償を求める民事訴訟を起こした[315]。
- 1月12日 - 名古屋地裁は山口に懲役1年4月、執行猶予4年の有罪判決（求刑・同期間の実刑）を言い渡した[316][317]。
- 3月16日 - 名古屋地裁は田中の次男に懲役1年3月、執行猶予3年の有罪判決を言い渡した[318]。
- 3月17日 - 元常滑市議の山田豪、田中の妻、高須の秘書ら7人が不起訴処分（起訴猶予）となり、高須に刑事告発された津田、町山、香山ら4人が嫌疑不十分による不起訴処分となった[319]。
- 5月25日 - 実行委員会が、名古屋市に負担金3,380万2千円の支払いを求めた訴訟の判決が名古屋地裁であり、岩井直幸裁判長は市に請求全額の支払いを命じた。市はトリエンナーレが「公共事業」であることを前提に不払いを正当化したが、岩井裁判長は「公共事業ではない」と認定。「中止や再開の判断は、会長を務める大村知事の裁量の範囲内で、市は支払いを拒むことはできない」と述べた[320][321]。
- 5月26日 - 名古屋高等裁判所は1審名古屋地裁判決を支持し、山口の控訴を棄却した[322]。期限の6月9日までに山口側、検察側が上告しなかったため、判決が確定した[323]。
- 12月2日 - 名古屋高裁は、負担金3,380万2千円の支払いを求めている訴訟で、一審判決を支持し、名古屋市の控訴を棄却した[324]。名古屋市は同月16日に判決を不服として上告した[325]。

### 2023年
- 1月13日 - 名古屋市は負担金3,380万円と遅延損害金547万円を合わせた計3,927万円を実行委員会に支払った。河村は、最高裁で二審判決が破棄された場合に返還してもらうことを条件にした「仮払い」であると強調。大村は記者団に「法的には『弁済』であり、当方としては『弁済』として受領した」「（市の）見解が違うのであれば、支払わなければいい」と述べた[326][327]。
- 1月19日 - 愛知県知事選挙公示。リコール署名活動に従事した薬剤師と会社経営者が立候補したが[328][329]、大村が4選した[330]。

### 2024年
- 4月19日 - 名古屋地裁は田中に懲役2年、執行猶予4年の有罪判決を言い渡した[331]。5月7日、田中は判決を不服として控訴した[332]。
- 11月7日 - 名古屋高裁は1審判決を支持し、田中側の控訴を棄却した[333]。同月20日、田中は上告を断念したと明らかにした[334]。

## 不正署名発覚後の発言
肩書きは報道当時のもの。
リコール運動関係者
- 高須克弥（医師・高須クリニック院長・「愛知100万人リコールの会」会長）

「第三者がリコールを妨害するために不正署名を紛れ込ませたと考えている」
「敗戦を確定しようとして動く人、スパイがいる。真っ黒なのは事務局長」
「（河村の名古屋市長選当選を受けて）いざという時に逃げる人（河村）とは今日をもって友達をやめて、絶交します」
「（田中らの起訴を受けて）情報がありませんので、見守るしかありません」
「（秘書の鈴木美由紀が高須ホールディングスの建物で署名偽造したことについて）100％知らない話なんです」
- 河村たかし（名古屋市長・「愛知100万人リコールの会」応援団長）

「今でもリコール運動は正当だったと思っている。僕は被害者、怒りに震える」
「僕が首謀者というのは誤り」
「（私がリコール運動の）中心人物だったか証明しろ」
「組織的な管理、経理の管理をしているのを中心人物という。（私はリコール運動の）中心人物でない」
- 田中孝博（「愛知100万人リコールの会」事務局長）

「事務局に責任はない」
「知らんわな俺は。佐賀も知らんし」
「（河村の）市長としての資質を疑っている。このような言動が続けば、河村氏のリコールを求める市民が現れる可能性もあるのではないか」
「高須氏がSNSで勝利を確信する内容を投稿してしまった。事務局長として恥はかかせられなかった」
リコール運動賛同者
- 吉村洋文（大阪府知事）

「リコールの署名に不正があるのであれば、徹底的に真相が解明されるべきだと思う」
「党として関与しているものではない」
- 松井一郎（大阪市長）

「知らんわ、（田中孝博が）リコールの事務局やってたっていうことすらも」
- 百田尚樹（作家）

「知らんがな」
「わしに何の責任があるんや。（中略）リコール運動にエールを送ったが、活動には一切無関係や。不正（署名偽造）のことなんか何も知らんわ」
- 武田邦彦（工学者）

「僕は発起人の一人なのに、始まってから83％嘘だという結果が出るまで一回も事務局から連絡がないというのはおかしいじゃないですか。だから全体的におかしいと思う」
「リコールそのものがマイナスの印象になってしまったことは大損害だ」
- 有本香（ジャーナリスト）

「（逮捕された田中を指して）この男のやったこと、我々への嘘と背信に厳しい処分が下ることを望む」
- 門田隆将（著述家）

「リコール運動の中にいかに敵陣営の人間が入り込んでいたかは高須院長がどれほど巨大な敵と闘ったかの証明でもある」
- デヴィ・スカルノ（タレント）

「愛知県民と名古屋市民のほとんどは真相をわかっていません」
その他
- 大村秀章（愛知県知事）

「（リコール）運動の首謀者である河村氏、高須氏、田中氏には、真実を解明して説明する責務がある」
「（署名偽造は）民主主義の根幹を揺るがす不正だ」
「（田中らの起訴を受けて）お金はどこから来てどういうふうに行ったのか。誰が出して誰が使ったのか。しっかりと明らかにしていただかなければならない。日本の戦後民主主義において、かつてない奇妙奇天烈でハチャメチャな事件。こんなことがまかり通るのであれば、日本という国が壊れてしまう」
- 加藤勝信（内閣官房長官）

「（リコール）制度への信頼が損なわれることのないよう、しっかりとした事案解明が求められる。直接請求制度は代表民主制度を補完する重要な制度だ」
- 武田良太（総務大臣）

「特異な事案、徹底的な真相解明がなされていかなければならない」
- 安住淳（立憲民主党・国会対策委員長）

「悪質な事案で、ぜひ立件してもらいたい。民主主義に対する犯罪で、選挙違反事件とはわけが違う深刻さがある」